# Герасим (епископ Коломенский)
Епи́скоп Гера́сим (ум. осень 1388) — епископ Русской церкви, епископ Коломенский (с 1375 года), местоблюститель Московского митрополичьего престола (конец июля 1379 — весна 1381).

## Биография
В 1360 году служил диаконом при Киевском митрополите Алексии.
Осенью 1363 году, будучи уже игуменом, в качестве одного из митрополичьих послов был отправлен в Нижний Новгород для вызова на митрополичий суд нижегородского князя Бориса Константиновича в связи с захватом им нижегородского княжеского стола.

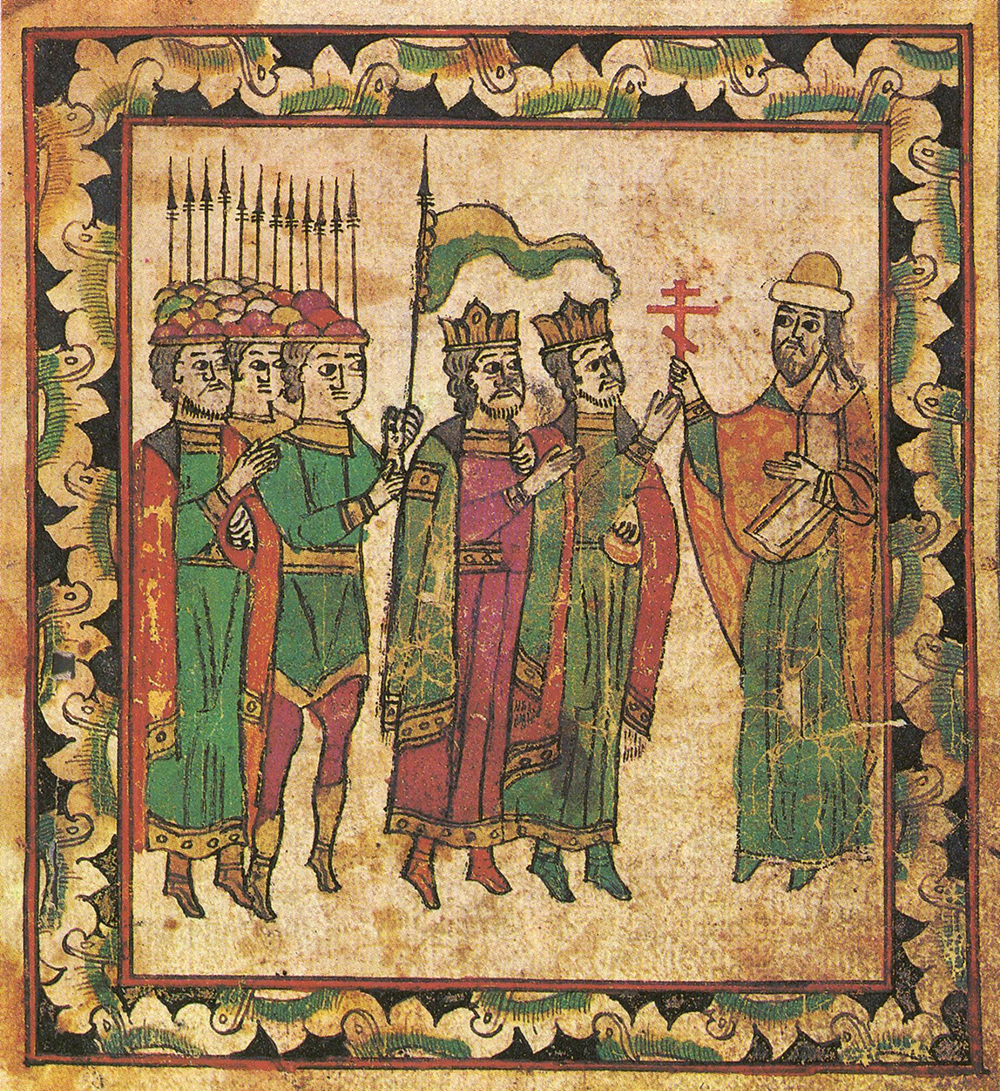
Епископ Коломенский Герасим благословляет князей и войско на битву. Сказание о Мамаевом побоище. Лицевая рукопись XVII века из собрания Государственного исторического музея в Москве

Согласно первой редакции Жития преподобного Сергия Радонежского, созданной Пахомием Логофетом во 2-й четверти XV века, Герасим в начале 1370-х годов являлся архимандритом Чудова монастыря.
Около 1373 года Герасим и архимандрит Павел были посланы митрополитом Алексием к преподобному Сергию Радонежскому, чтобы уговорить последнего вернуться в Троице-Сергиев монастырь.
В период между весной 1374-го и 1375 годом хиротонисан во епископа Коломенского (по другим данным — в 1373 году:4). Хиротонию Герасима во епископа Коломенского возглавил святитель Алексий.
Согласно Житию Стефана Пермского, составленному Епифанием Премудрым, Герасим, которого агиограф называет «старцем многолетним и добролепным», между серединой февраля 1378-го и концом июля 1379 года по повелению митрополичьего наместника архимандрита Митяя (Михаила) рукоположил во иерея ростовского иеродиакона святителя Стефана.
В 1379 году, когда Михаил (Митяй) уезжал на поставление в Константинополь, Герасим, являвшийся местоблюстителем митрополичьего престола, принял в Москве святителя Стефана, пожелавшего посвятить жизнь христианскому просвещению языческого населения Вычегодской Перми.
Незадолго до 20 августа 1380 года Герасим встречал русские войска на реке Северке перед Коломной, благословил великого князя московского Димитрия Иоанновича и русскую рать на битву с войском ордынского темника Мамая. В середине сентября 1380 года в Коломне встречал русских воинов, возвращавшихся с Куликова поля.
Митяй скончался в путешествии, не доехав до Константинополя, и митрополитом был назначен Пимен, однако Дмитрий Донской арестовал Пимена и призвал митрополита Киприана  (см. Борьба за киевскую митрополию (1379-1389)). После их возвращения на Русь весной 1381 года Герасим сложил полномочия.
В августе — начале сентября 1382 года епископ Герасим укрылся в Великом Новгороде от войск ордынского хана Тохтамыша, осадивших Коломну.
При Герасиме в Коломенской епархии широко развернулось каменное строительство.
Скончался 15 августа 1388 года:6.